# Yaounde (flygplats i Kamerun)
Yaounde är en flygplats i Kamerun.   Den ligger i regionen Centrumregionen, i den södra delen av landet, 17 km söder om huvudstaden Yaoundé. Yaounde ligger 694 meter över havet.
Terrängen runt Yaounde är platt. Trakten runt Yaounde är ganska tätbefolkad, med 58 invånare per kvadratkilometer. Närmaste större samhälle är Yaoundé, 16,5 km norr om Yaounde. I omgivningarna runt Yaounde växer i huvudsak städsegrön lövskog.